# Верхрата (станція)
Верхрата (пол. Werchrata) — вузлова прикордонна залізнична станція на другорядній одноколійній неелектрифікованій лінії 101 Муніна — Гребенне. Розташована у селі однойменному селі Любачівського повіту Підкарпатського воєводства Польщі. Відповідно до категорії залізничних вокзалів Польщі належить до місцевого типу.
Колія шириною 1524 мм сполучає Рава-Руську і Верхрату, на станції діє пункт перевантаження з вагонів колії 1524 мм на 1435, для цих цілей на станції є вантажна рампа. У бік станції Гребенне іде колія шириною 1435 мм. 

## Історія
Станція Верхрата відкрита 6 липня 1884 році під час будівництва залізниці Ярослав - Любачів - Рава-Руська-Сокаль. У 1977-1981 мала назву Богушув. 

## Пасажирське сполучення
На станції Верхрата пасажирське сполучення відсутнє. Використовується лише як вантажна. 